# La Conquête de la planète des singes
Vous lisez un « bon article » labellisé en 2021.  Il fait partie d'un « bon thème ».
Série La Planète des singes
Les Évadés de la planète des singes
(1971) La Bataille de la planète des singes
(1973)
Pour plus de détails, voir Fiche technique et Distribution.
La Conquête de la planète des singes (Conquest of the Planet of the Apes) est un film de science-fiction américain réalisé par J. Lee Thompson, sorti en 1972. Le scénario est écrit par Paul Dehn d'après les personnages créés par Pierre Boulle. Il s'agit de la suite des Évadés de la planète des singes (1971) et du quatrième film de la franchise La Planète des singes.
L'histoire suit le jeune César, le fils de deux chimpanzés intelligents venus du futur. Caché aux yeux du monde après le meurtre de ses parents, il découvre lors de sa première venue en ville que les humains ont transformé les singes en domestiques. Privé de son seul protecteur, le propriétaire de cirque Armando, César est obligé de se faire passer pour un singe domestique. Il prépare alors, secrètement, la révolte de ses semblables.
Mis en chantier en janvier 1971 avant même la sortie du troisième opus de la franchise, le film est tourné en janvier et février 1972. Il est principalement tourné à Los Angeles dans le quartier de Century City. La musique du film est composée et dirigée par le musicien de jazz Tom Scott.
Ancré dans un univers classique de science-fiction mettant en scène une mégapole inhumaine, le film est une métaphore du combat pour les droits civiques et s'inspire des émeutes de Watts à Los Angeles en 1965. Il évoque les thèmes du racisme et de l'esclavagisme.
La Conquête de la planète des singes est un succès commercial. Les avis des critiques sont partagés et le film n'obtient aucune distinction. En 2011, La Planète des singes : Les Origines, le premier volet de la seconde série de films de la saga traite du même sujet mais avec une mise à jour de l'histoire et des thèmes.

## Synopsis
En 1991, sur une grande place d’une métropole d’Amérique du Nord, des policiers regroupent des singes pour leur apprendre à réaliser des tâches rudimentaires. Trois genres de singes sont présents, les gorilles habillés en rouge, les chimpanzés en vert et les orangs-outans en orange. Arrivent alors en ville, en hélicoptère, le propriétaire de cirque Armando et son chimpanzé domestique, César. Celui-ci est un singe intelligent qui sait parler. César est le fils des singes venus du futur dix-huit ans plus tôt : Cornélius et Zira. Abattus peu de temps après leur arrivée, ils avaient laissé leur fils nouveau-né au cirque d’Armando. C’est la première fois que César quitte le cirque pour découvrir une ville totalitaire avec des postes de contrôle et des patrouilles policières permanentes. Armando lui raconte qu'il y a huit ans, en 1983, un virus a tué tous les chiens et les chats sur Terre. Les hommes les ont donc remplacés comme animaux de compagnie par des singes. Et, grâce à leur intelligence, ceux-ci sont vite devenus, plus que des compagnons, des véritables domestiques.

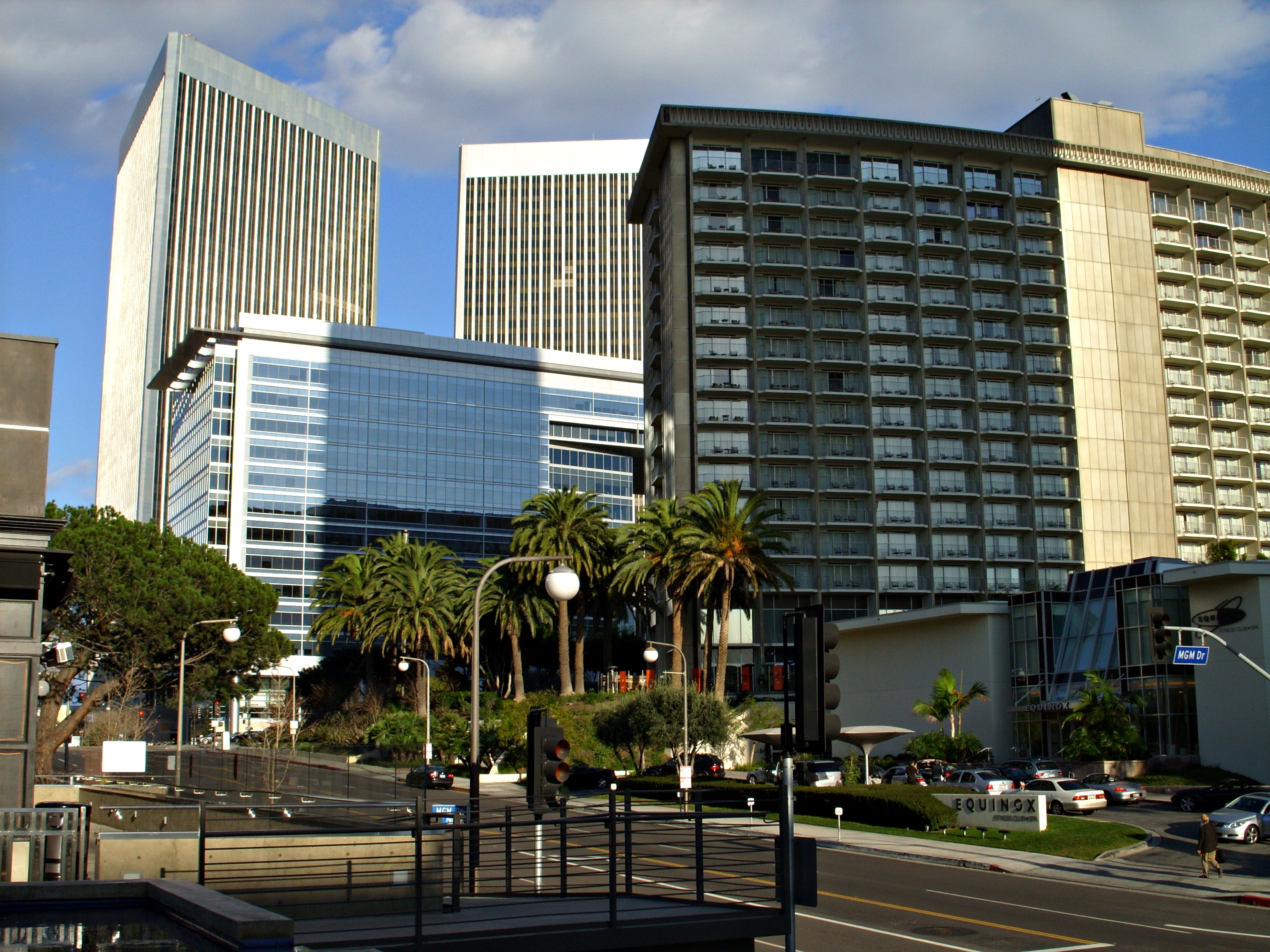
La ville où atterrissent César et Armando.

Alors qu'Armando distribue des prospectus pour son cirque sur la place centrale, il voit deux policiers maltraiter un gorille. César, outré, ne peut pas s’empêcher d'insulter les forces de l'ordre. Les policiers soupçonnent César d'avoir parlé mais comme ils n'en sont pas certains, Armando tente de les convaincre que c'est lui qui est à l'origine de l'insulte. Profitant d'un mouvement de foule, Armando et son compagnon s’éclipsent. Le propriétaire de cirque décide ensuite d'aller au poste de police pour signaler la fuite de son chimpanzé. Il conseille à César de s'enfuir jusqu'au port de la ville pour se mêler aux singes qui y sont débarqués quotidiennement. Breck, le gouverneur de la ville, intrigué par l'affaire, décide de faire venir devant lui Armando et l'accuse d'avoir caché le fils de Cornélius et Zira. En effet, il est de plus en plus préoccupé par les singes de sa ville qui semblent vouloir se révolter. Son adjoint, l'afro-américain MacDonald, pense au contraire que ce sont les hommes qui se comportent de plus en plus mal avec les singes. N'ayant pu tirer l'affaire au clair, Breck fait alors jeter Armando en prison.
César rejoint le port et se glisse dans une cage avec d'autres singes. Il est ensuite conduit au bureau des simiens où les hommes éduquent les singes. Une fois l'apprentissage fini, les singes sont vendus aux enchères sur la grande place. Grâce à son intelligence supérieure aux autres singes, César est repéré comme étant le meilleur élément du bureau des simiens. Breck décide alors de l'acheter pour lui. Cette vente aux enchères, comparable à un marché aux esclaves, révulse particulièrement MacDonald. Finalement, Breck, peu satisfait des compétences de César en tant que domestique, préfère l'affecter au poste de commandement situé dans le sous-sol de la ville. Il y classe les fiches en compagnie de la femelle chimpanzé Lisa.
Armando est une nouvelle fois interrogé par l'inspecteur principal Kolp qui le soumet à une machine l'obligeant à dire la vérité. Pris de panique, Armando préfère se suicider en se jetant par la fenêtre pour protéger le secret de César. Au poste de commandement, ce dernier apprend la mort de son mentor et décide de se venger. Il incite alors ses congénères à se rassembler la nuit pour conspirer et collecter des armes, ainsi qu'à commettre des incivilités et des infractions. En réaction, Breck multiplie les arrestations de singes. Pendant ce temps, l'inspecteur principal Kolp retrouve la trace du singe d'Armando qu'il découvre être César. MacDonald alerte le chimpanzé et l'aide à s'enfuir, mais César est vite rattrapé par les sbires de Kolp. Le singe est ensuite attaché sur une table d'électrocution pour le forcer à leur parler et ainsi prouver qu'il est l'enfant des visiteurs du futur. Grâce à une ruse de MacDonald, César est laissé pour mort sur la table. Il réussit ensuite à s'enfuir et rejoint ses congénères dans leur cache secrète.
Il sonne l'heure de la révolte et lance ses troupes à l'assaut du bureau des simiens. Là, ils massacrent les gardiens et libèrent tous les détenus. Breck mobilise alors toutes les forces de police de la ville et demande aux citoyens de rentrer chez eux. La police, rassemblée sur la grande place, tire sur les singes, qui ripostent. Malgré leurs armes, les policiers ne parviennent pas à contenir les singes, qui se répandent alors partout. Ils enfoncent ensuite les portes du poste de commandement où se sont réfugiés Breck et MacDonald. Tous les humains présents sur les lieux sont tués, hormis le gouverneur et son bras droit qui sont amenés dehors. Sur la grande place, César harangue ses congénères pour célébrer la victoire sur les humains. Il prophétise alors la future chute de l'humanité dans un conflit nucléaire et l'ascension des singes et de leur civilisation. Lisa demande cependant à César qu'il épargne Breck. Celui-ci hésite, mais finit par accepter et demande à ses singes de dominer les hommes, mais avec compréhension. Pour finir, il proclame la naissance de la planète des singes.

## Fiche technique
Sauf indication contraire, les informations mentionnées dans cette section peuvent être confirmées par les bases de données cinématographiques IMDb et Allociné,  présentes dans la section « Liens externes ».
- Titre original : Conquest of the Planet of the Apes
- Titre français : La Conquête de la planète des singes
- Réalisation : J. Lee Thompson
- Scénario : Paul Dehn, d'après les personnages et l'univers créés par Pierre Boulle
- Musique : Tom Scott
- Direction artistique : Philip M. Jefferies
- Décors : Norman Rockett
- Costumes : Morton Haack
- Photographie : Bruce Surtees
- Son : Don Bassman et Herman Lewis
- Montage : Marjorie Fowler et Alan Jaggs
- Production : Arthur P. Jacobs
  - Production associée : Frank Capra Jr.
- Sociétés de production : APJAC Productions, présenté par 20th Century Fox
- Sociétés de distribution : 20th Century Fox
- Budget : 1,7 million de $[2]
- Pays de production :  États-Unis
- Langue originale : anglais
- Format : couleur (DeLuxe) — 35 mm — 2,39:1 (CinemaScope) — son mono (Westrex Recording System)
- Genre : science-fiction, action
- Durée : 88 minutes
- Dates de sortie :
  - États-Unis : 30 juin 1972 (sortie nationale) ; 20 septembre 2008 (Austin Fantastic Fest, réédition, director's cut)
  - France : 9 août 1972
- Classification :
  - États-Unis : des scènes peuvent heurter les enfants - accord parental souhaitable (PG - Parental Guidance Suggested)
  - France : tous publics[3]
  - Québec : tous publics (G - General Rating)

## Distribution
Sauf indication contraire, les informations mentionnées dans cette section peuvent être confirmées par la base de données cinématographiques IMDb,  présente dans la section « Liens externes ».
- Roddy McDowall : César
- Don Murray : Breck
- Ricardo Montalbán : Armando
- Natalie Trundy : Lisa
- Severn Darden : Kolp
- Hari Rhodes : Malcolm MacDonald
- Lou Wagner : le serveur
- John Randolph : le président du comité[Note 2]
- Asa Maynor : Madame Riley
- H.M. Wynant : Hoskyns
- David Chow : Aldo
- Buck Kartalian : le gorille Frank
- John Dennis : policier
- Paul Comi : deuxième policier

Photos des principaux interprètes.
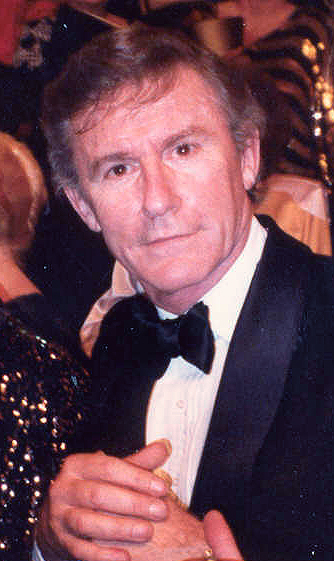
Roddy McDowall en 1988.
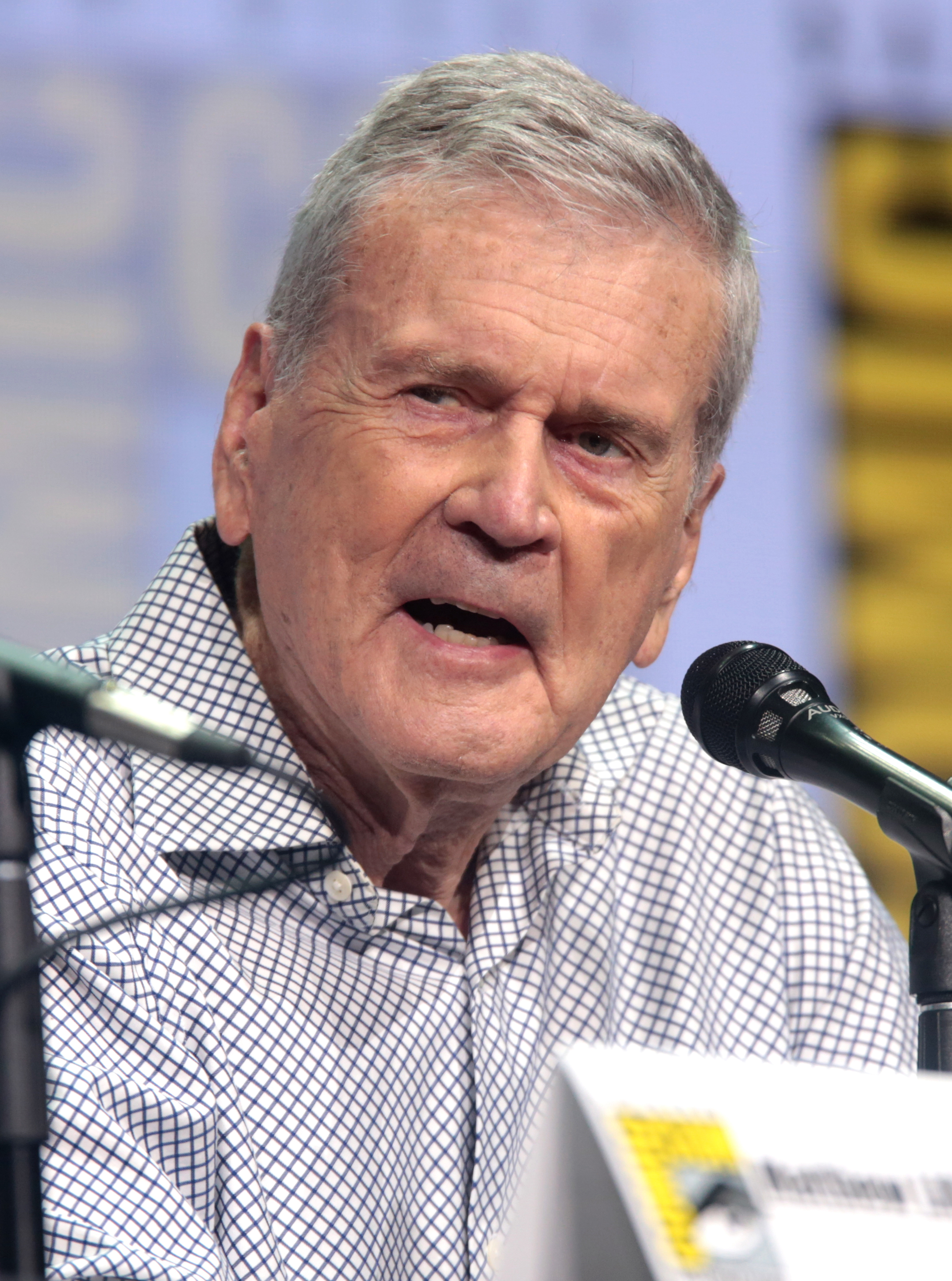
Don Murray en 2017.
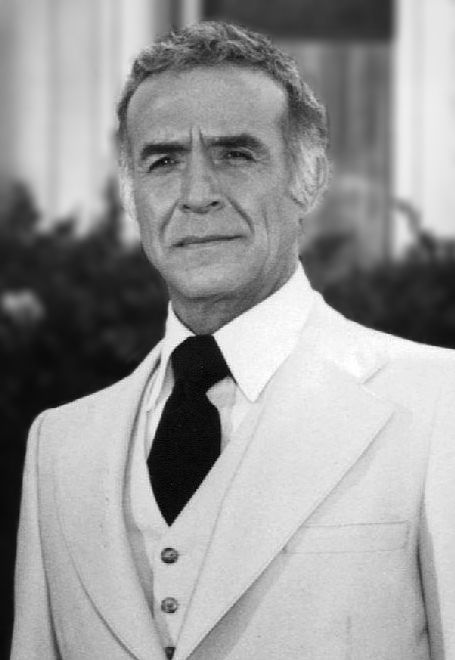
Ricardo Montalbán en 1977.
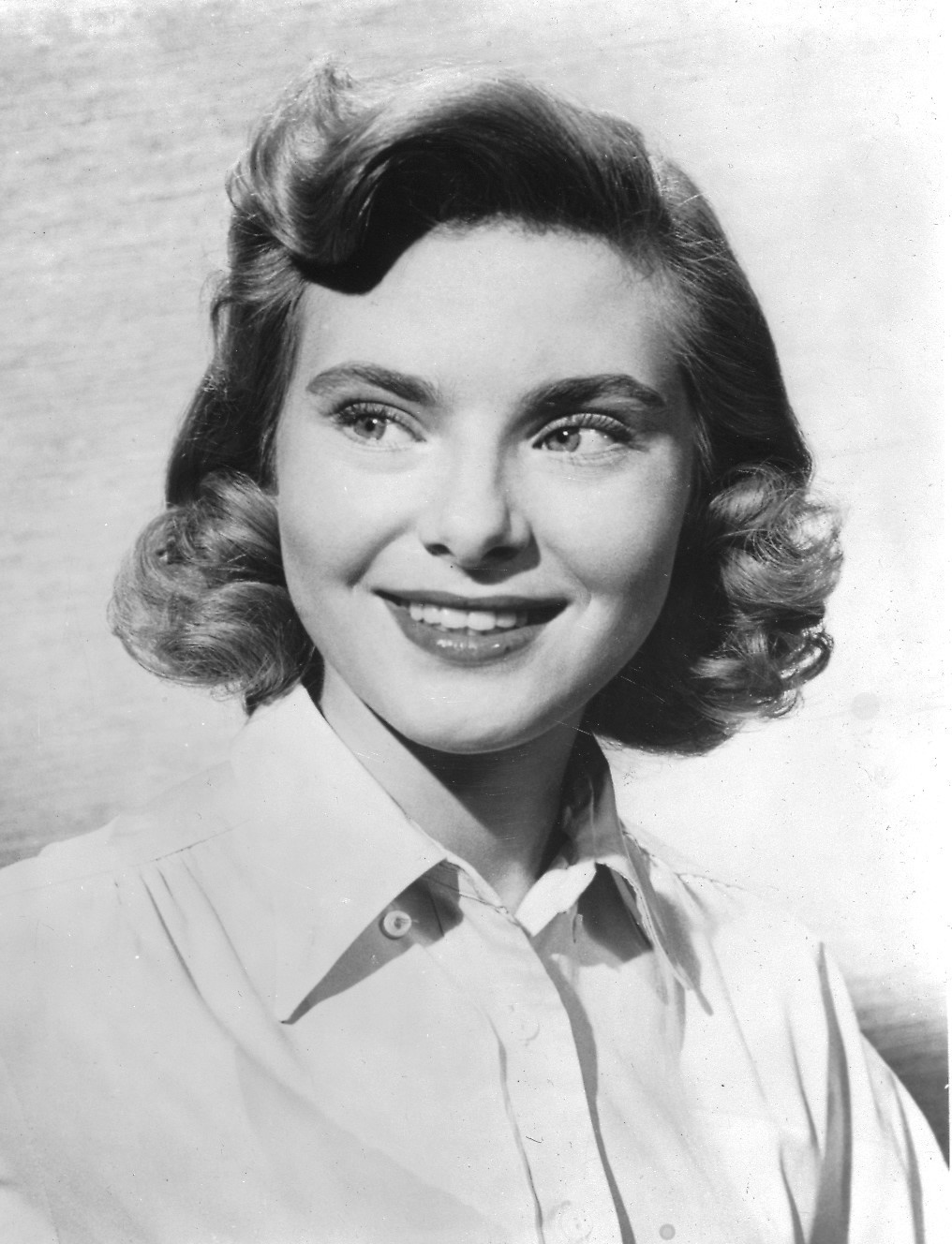
Natalie Trundy vers 1960.

## Production

### Développement

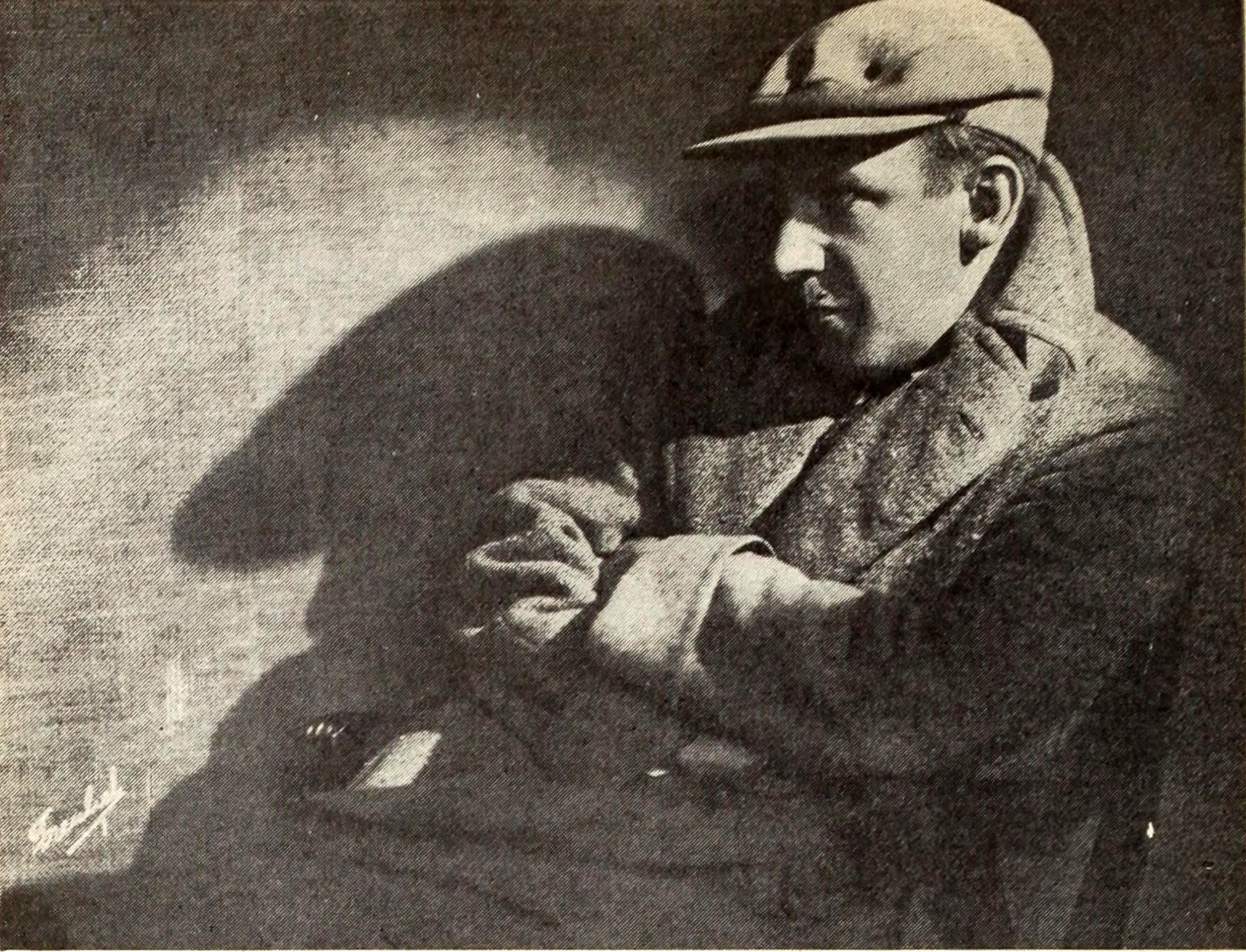
Le cinéaste Tod Browning en 1921.

Avant même la sortie des Évadés de la planète des singes, troisième film de la saga La Planète des singes, le scénariste Paul Dehn planche sur le scénario d'un nouvel opus,. Dans une note envoyée en janvier 1971 au producteur de la franchise, Arthur P. Jacobs, le scénariste écrit qu'il compte faire du quatrième opus un composé de deux inspirations. La première est le film de Tod Browning, La Monstrueuse Parade (1932). Il entend reprendre l'histoire du fils de Cornélius et Zira, Milo, qui grandit dans le cirque d'Armando en se faisant passer pour un « homme-singe », et qui aurait sa place parmi la galerie de monstres mis au ban de la société. Ces laissés pour compte noueraient des relations amicales avec Milo et protégeraient sa véritable nature. La deuxième inspiration est le roman de l'astronome Fred Hoyle, Le Nuage noir (1957). Dehn puise là le fait qu'un énorme nuage cosmique de poussière approche de la Terre et menace ses habitants, le nuage étant une forme de vie intelligente, il est également télépathe. Milo, bien que menacé par les autorités, se révèle alors l'unique être de toute la Terre à pouvoir entrer en communication avec le nuage grâce à la télépathie. Cependant les producteurs ne parviennent pas à obtenir les droits d'adaptation du livre de Hoyle, ce qui pousse Dehn à abandonner cette idée de scénario.
Dehn pense alors au phénomène décrit par le personnage de Cornélius dans Les Évadés de la planète des singes : le fléau ayant exterminé les chiens et les chats de la Terre,, cette pandémie aurait amené les singes à devenir les animaux de compagnie des hommes, puis finalement leurs serviteurs. Dans le scénario qu'il écrit en mars 1971,, il présente son action en trois actes. Le premier se déroule au cirque d'Armando, tandis que le deuxième est l'évocation de la peste féline et canine. Le troisième,lui, met en scène la révolte, façon soulèvement d'esclaves dans les plantations, de Milo face à un cruel maître nommé Breck. Pour ajouter un suspense supplémentaire, Dehn souhaite également que les deux agents de la CIA ayant interrogé le couple Zira et Cornélius dans le précédent film mènent une enquête afin de savoir ce qu'il est advenu de Milo, le fils du couple. Le final de l'histoire se déroule ensuite dans un cirque où des humaines sont sur la piste tandis que des singes se trouvent sur les gradins. Cette dernière scène est très comparable à celle de Pierre Boulle dans le scénario de suite à La Planète de singes qu'il avait proposé en juin 1968.
Finalement, au fil des réécritures, le scénariste change de cadre et délaisse le cirque et la plantation pour une métropole futuriste. Breck change également de fonction : de maître esclavagiste, il devient le maire fasciste de cette métropole. Cependant, des éléments de cette première écriture persistent dans le scénario final, notamment la vente de César au marché aux esclaves. Dehn emprunte aussi quelques éléments au scénario refusé de Pierre Boulle pour le deuxième film de la saga. Parmi ceux-ci, il y a la conquête de la ville qui renvoie chez Boulle à la prise par les humains de la cité des singes, jusqu'au massacre final, perpétré par César avec le même détachement que Sirius, le héros du scénario rejeté.

### Préproduction
Pour la réalisation, le producteur Arthur P. Jacobs propose le poste à J. Lee Thompson connu notamment pour Les Canons de Navarone (1961) et Les Nerfs à vif (1962),,. Jacobs avait produit sa première réalisation, Madame Croque-maris (1964),. Il lui avait déjà proposé le poste pour les précédents films de la saga La Planète des singes, mais des problèmes d'emploi du temps avaient toujours empêché les deux hommes de travailler ensemble. Cependant, cette fois-ci, Thompson est libre et décide donc d'accepter le poste,,,,. Malheureusement le studio de production 20th Century Fox n'alloue au film qu'un budget relativement modeste de 1,7 million de dollars,,.
Pour figurer la cité futuriste, les producteurs décident de prendre pour décors extérieurs le nouveau quartier de Century City situé sur l'ancien terrain des extérieurs des studios de la Fox à Los Angeles. William Creber, le superviseur artistique des trois premiers films de la saga étant déjà engagé sur le film L'Aventure du Poséidon (1972), c'est Philip Jefferies qui est chargé d'imaginer les intérieurs de la cité futuriste,. Pour compléter l'aspect tentaculaire de la métropole, l'artiste Matthew Yuricich réalise plusieurs fonds de décor pour masquer les éléments trop contemporains de Century City,. De plus, les créateurs du films empruntent au producteur de télévision Irwin Allen des accessoires et des costumes. De sa série Voyage au fond des mers (1964-1968), ils reprennent les combinaisons rouges. De sa série Au cœur du temps (1966-1967), ils prennent les ordinateurs et les décors du bureau des simiens.
L'acteur Roddy McDowall revient pour la troisième fois dans la saga cette fois sous le maquillage de César, le fils de Cornélius, le précédent personnage qu'il a interprété,,. Pour McDowall, Cornélius, « n'est pas un personnage aussi intéressant que César à jouer ». Le père a « un sens de l'humour bienveillant, de type scolaire, et il tient du conciliateur. Il n'avait pas les complexités de nature » que présente le rôle du fils ; « après avoir été très jeune au plan mental, César verse dans le despotisme ». Ricardo Montalbán revient pour le rôle d'Armando qu'il interprète dans Les Évadés de la planète des singes, mais cette fois dans un jeu moins maniéré et plus terrifié,,. Le personnage devient, dans ce film, le mentor et la conscience du jeune César. Don Murray est choisi pour devenir l'antagoniste du film, l'arrogant et rusé Breck,,,. Il donne à sa prestation une thématique nazie sous-jacente en répétant ses dialogues en allemand avant de tourner ses scènes. Hari Rhodes obtient le rôle de MacDonald, l'adjoint afro-américain de Breck et allié inattendu de César,,. Severn Darden est choisi pour interpréter le zélé inspecteur Kolp,. Buck Kartalian, qui avait interprété le gardien gorille Julius dans La Planète des singes, revient pour le rôle d'un autre gorille, le serveur Frank.
Pour les maquillages, les spécialistes Joe DiBella et Jack Barron recyclent le grimage de Roddy McDowall dans le rôle de Cornélius pour fabriquer les prothèses faciales de César. Natalie Trundy, déjà interprète de deux rôles dans les films précédents de la saga, est choisie par son mari, Arthur P. Jacobs, pour recevoir le maquillage de Lisa, la compagne chimpanzé de César,,,. À cause du budget réduit, les autres interprètes et les figurants jouant des singes n'ont pas le droit aux prothèses et se contentent d'un masque à enfiler qui les rend moins crédibles.
Les costumes sont répartis sur quatre couleurs. Pour les humains qui vivent dans un monde rigide et déplaisant, c'est le noir. Pour les singes, les gorilles sont en rouge, les chimpanzés en vert et les orangs-outans en orange,,.

### Tournage
Le tournage commence le 31 janvier 1972,,. Contrairement aux autres films de la saga qui sont en Panavision, le réalisateur J. Lee Thompson choisit de filmer La Conquête de la planète des singes en Todd-AO avec des caméras Arriflex ARRI 35IIC et des objectifs fournis par le l'entreprise Carl Zeiss,,.
Le film est principalement tourné à Los Angeles dans le quartier nouvellement construit de Century City, situé près des studios de la Fox,,. Il avait été bâti sur un terrain qui avait appartenu à la Fox. Et, comme le quartier est neuf, bétonné et anguleux, les producteurs trouvent qu'il peut facilement restituer une ville du futur proche,,. L'université de Californie à Irvine est également utilisée pour certains extérieurs,, notamment pour les scènes d'entrainement des singes.
Les scènes de combat sont tournées de nuit à partir de 19 heures au mois de février. Il fait si froid que le souffle se transforme en gel, et aucun vêtement, maquillage ou breuvage chaud ne parvient à réchauffer les interprètes et figurants.

### Postproduction
Le premier montage de La Conquête de la planète des singes en aurait fait le film américain grand public le plus explicitement violent du début des années 1970. Il montre des plans d'humains et de singes abattus en pleine face, des corps sanguinolents et des policiers morts empilés comme du bois de chauffage. De plus, le gouverneur Breck est battu à mort par les gorilles à coups de crosses de fusils sur la demande de César. À la vue de ce montage, les cadres du studio pressentent qu'ils vont perdre leur certification tout public,. Ces scènes, rappelant trop les émeutes de Watts de 1965,,,, pourraient provoquer un regain de violences militantes aux États-Unis,. L'avant-première à Phoenix est également catastrophique, plusieurs mères de famille sortent du cinéma en courant avec leurs enfants,,.

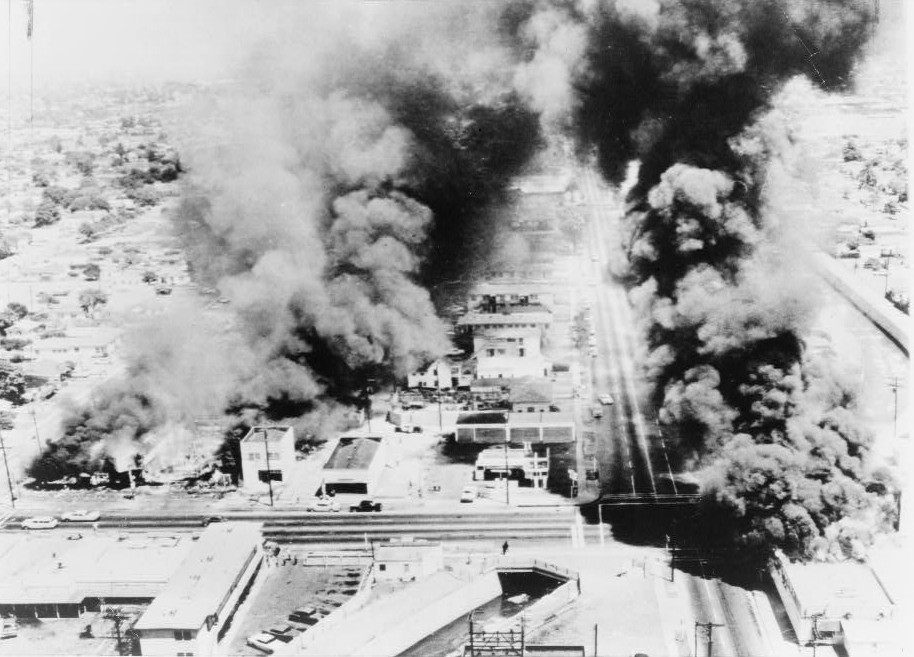
Les bâtiments du quartier de Watts en feu pendant les émeutes de 1965.

N'ayant pas les moyens de tourner à nouveau ces scènes, J. Lee Thompson est obligé de couper toutes les séquences sanglantes, tandis que Roddy McDowall refait son discours final pour plaider la mansuétude et dissuader les gorilles de tuer Breck,,,,. Cette séquence n'est pas non plus modifiée, la caméra se contentant de zoomer sur le regard de César, ce qui élimine toute nécessité de synchronisation labiale,,. Si, dans la première version, César parlait de construire « nos propres villes dans lesquelles il n'y aura pas de place pour les humains si ce n'est pour servir nos fins », il n'évoque dans la seconde qu'une domination à base de compassion et de compréhension.

### Bande originale
Comme le budget alloué ne permet pas d'embaucher un grand compositeur, les producteurs se tournent vers le musicien de jazz Tom Scott. La bande originale trouve alors des sonorités caractéristiques d'un orchestre de jazz. Scott y incorpore également le son d'un instrument de sa conception : le dakabello. L'ouverture de la bande originale débute par une tonalité cocasse, évoquant le cirque qui permet de montrer le point de vue condescendant des humaines sur leurs domestiques, les singes. La partition prend ensuite une tournure féroce pour accompagner la mutinerie des simiens. Lors de la phase de montage, la partition subit elle aussi des coupes notamment sur son point d'orgue, la mélodie nommée Révolution est remplacée par une musique issue du film La Planète des singes de 1968.
Liste des morceaux,
| 1.    | Main Title               | 4:00 |
| 2.    | Ape Servitude            | 2:35 |
| 3.    | 1991 Restaurant          | 1:14 |
| 4.    | Caesar Sneaks Off        | 1:21 |
| 5.    | Caesar's Plan            | 1:14 |
| 6.    | Subjugation Soul         | 1:20 |
| 7.    | Simian Servant School    | 3:19 |
| 8.    | Ape Auction/Armando Dies | 3:30 |
| 9.    | Civil Disobedience       | 2:25 |
| 10.   | Caesar Speaks            | 1:49 |
| 11.   | Électrocution            | 1:40 |
| 12.   | The King is Dead         | 1:34 |
| 13.   | Ape Revolt Begins        | 4:07 |
| 14.   | Révolution               | 7:11 |
| 38:40 |                          |      |

## Accueil

### Accueil critique
Les critiques du film sont mitigées. Le récit du film est vu comme manquant de cohérence, notamment par l'omniprésence des singes dans la ville en à peine huit ans et par leur rébellion qui n'est justifiée que par la seule volonté de César. D'autres astuces scénaristiques sont également discutables, dont le fait que César sache simuler une électrocution, ou que la femelle chimpanzé Lisa acquiert, sans autre explication, le don de la parole. L'acquisition d'une conscience collective par les singes est aussi jugée comme trop rapide. La réalisation restreinte par le budget oblige également une unité de lieu qui ne permet pas aux spectateurs de comprendre comment les singes vont pouvoir dominer l’humanité tout entière. Ce manque de financement ne permet pas de rendre l'environnement totalitaire crédible, et l'émeute finale spectaculaire.
Du côté des critiques positives, Howard Thompson du journal The New York Times écrit que « la réalisation de J. Lee Thompson projette l'action nerveuse dans un cadre de chrome et de verre ». Il loue également la bataille de rue finale,. Art D. Murphy du magazine Variety trouve que Roddy McDowall est extrêmement bon comme d’habitude dans son personnage de singe et que la mise en scène de Thompson maintient un rythme soutenu,. Kevin Thomas du journal Los Angeles Times indique que le film « est sans doute le meilleur » depuis le film original de 1968,, le qualifiant d' « allégorie dans laquelle la cruauté de l’homme envers les bêtes devient le symbole de l’inhumanité de l’homme envers l'homme. Il s’agit d’une prémisse simple mais puissante, bien développée avec un bon équilibre de Dehn entre les dialogues et l’action et magnifiquement dirigée par J. Lee Thompson. ». Le journaliste du Los Angeles Herald Examiner trouve que ce « quatrième round » n'est « pas tout à fait un K.O. mais quand même une solide victoire ». Il apprécie le début de l'histoire pour sa critique de la société américaine mais trouve cependant que les discours philosophiques finissent par nuire au rythme du film.
Du côté des critiques négatives, Gene Siskel du Chicago Tribune qualifie le film d' « excellent dans la première demi-heure » mais trouve les scènes d'action finales trop longues et sans originalités. Clyde Jeavons du périodique Monthly Film Bulletin déclare que « cette aventure de bande dessinée est bien loin de la vision provocante de Pierre Boulle si brillamment adaptée par Franklin Schaffner il y a quatre films ; et en dépit de quelques prétentions allégoriques grossières, il ne peut pas vraiment être considéré sérieusement comme autre chose d'un prétexte pour l'APJAC de rentabiliser un ensemble coûteux de costumes ».
Quant à sa reconnaissance actuelle, sur le site Rotten Tomatoes, le film obtient le score de 50 % pour un total de 22 critiques. La synthèse indique que La Conquête de la planète des singes est aussi nerveuse et pertinente que ses prédécesseurs, mais que des contraintes budgétaires et un scénario « périmé » l'empêchent d'avoir la portée qu'elle aurait dû avoir.

### Box-office
La Conquête de la planète des singes est un succès commercial avec 9 000 000 dollars de recettes en Amérique du Nord pour un budget de 1 700 000 dollars,. Le film en revanche n'obtient aucune distinction. En France, le film enregistre 593 000 entrées et se classe en soixante-neuvième position du box-office des films sortis 1972 loin derrière Orange mécanique (1er) mais devant Abattoir 5 (98e) et Le Mystère Andromède (103e), les autres films de science-fiction de l'année.
| Pays       | Box-office (1972) | Classement de l'année (1972) |
| ---------- | ----------------- | ---------------------------- |
| France     | 593 000 entrées   | 69e                          |
| États-Unis | 9 000 000 US$     | 30e                          |

## Analyse

### Science-fiction
Le film baigne dans une ambiance de dystopie avec son décor urbain inhumain et aseptisé, l’omniprésence des forces de l’ordre et sa surveillance permanente,. Il se rapproche par exemple du roman de science-fiction 1984 (1949) de George Orwell. Le climat est paranoïaque. La violence est également très présente à travers les scènes d'émeutes et les scènes d’interrogatoire et de torture. La violence imprègne alors les films américains de l'époque : L'Inspecteur Harry (1971), French Connection (1971), Les Nuits rouges de Harlem (1971)… Ainsi, la mort d'Armando vient invalider l'idée que César éprouverait de la bonté humaine. Il bascule lui aussi dans la violence et organise une révolution dont le but est de détruire pour toujours l'humanité. Le film s’inspire également de la période de l'histoire américaine du maccarthysme (1950-1954). Le gouverneur Breck, à la manière du sénateur Joseph McCarthy, établit des fiches sur ses concitoyens et des listes noires d'éléments indésirables.

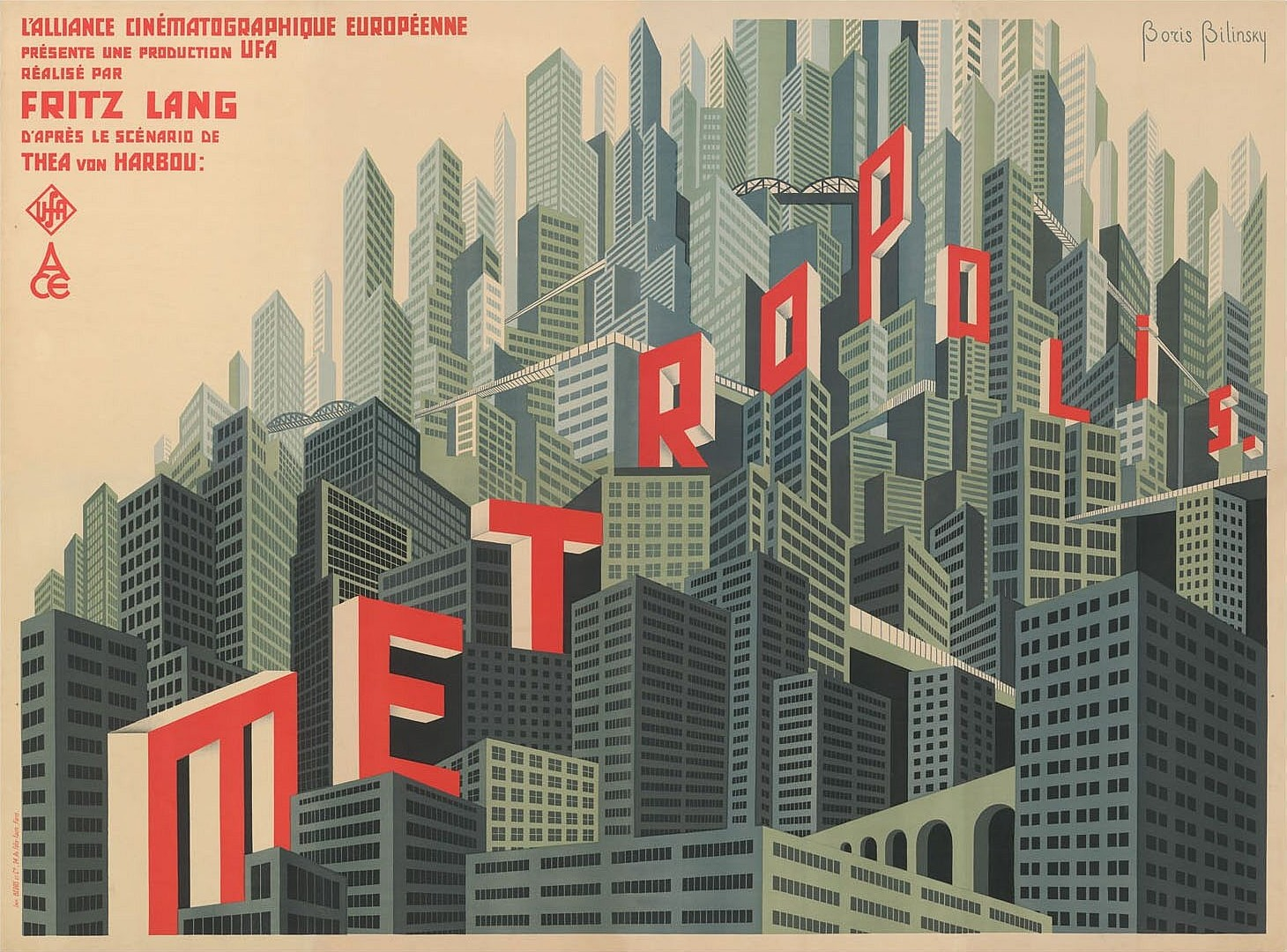
La mégalopole du film Métropolis.

Le film expose une vision classique de la science-fiction : la mégapole inhumaine. Déjà présente dans le film Métropolis de Fritz Lang en 1927, elle se retrouve dans le Los Angeles de Blade Runner (1982), Coruscant de Star Wars, épisode I : La Menace fantôme (1999) ou la Mega City de Matrix (1999). Cette vision de la fiction est déjà présente dans le mouvement artistique du Futurisme (1909-1920)  notamment dans les productions de l’italien Antonio Sant'Elia. Elle a également inspiré les architectes de la seconde moitié du XXe siècle pour les gratte-ciels de New York, Chicago et Brasilia. L’université de Californie est également un exemple de mélange de vision de science-fiction et de modernisme architectural. Le choix de la production de se servir de ces décors conforte donc cette vision.

### Racisme et droits civiques

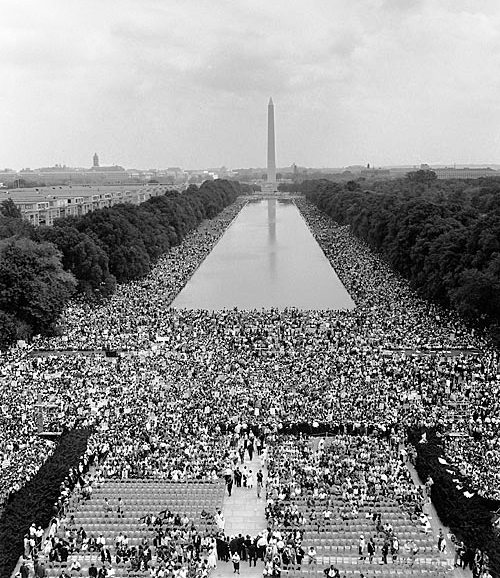
Des manifestants du mouvement américain des droits civiques rassemblés devant le mémorial de Lincoln le 28 août 1963.

Plus encore que les précédents films de la saga, La Conquête de la planète des singes traite principalement du racisme, du totalitarisme, des inégalités sociales et du militantisme mais sans toutefois encourager la rébellion armée,,,. Le scénario déroule le fil des événements jusqu'à ce jour où les singes apprennent à dire « Non ! ». Il s'agit d'une métaphore du combat pour les droits civiques, du courant Black Power, et du mouvement Black Panther. Le personnage de César peut aussi être rapproché du militant politique Malcolm X. Quand les singes rebelles sont aux prises avec les policiers anti-émeute, le film s'inspire très clairement des émeutes de Watts à Los Angeles en 1965,,,,,. Le réalisateur J. Lee Thompson s'inspire explicitement de ces évènements par sa façon de filmer l'action à la manière d'un reportage de journal télévisé ou d'un documentaire,. Thompson, dont les premiers films traitent de thèmes sociopolitiques, profite du scénario de Dehn mettant en scène une allégorie raciale pour réaliser la synthèse d'une production cinématographique socialement responsable,.
La Conquête de la planète des singes parle également de l'esclavage. C'est un écho au thème du roman Les Animaux dénaturés (1952) où des industriels veulent forcer au travail des hommes-singes. Le roman poste la question de la moralité de réduire en esclavage des presque humains. Le film peut également être rapproché du roman La Ferme des animaux (1945) de George Orwell. En effet, c'est quand le porc Sage l'Ancien invite les animaux à prendre conscience de l'exploitation qu'ils subissent au quotidien qu'ils finissent par se révolter. César, par le nom qu'il s'est choisi, rappelle Auguste qui se fait également désigné César au moment où il devient empereur. Nom que reprendront tous ses successeurs. Il y a aussi du Spartacus en César. Comme le célèbre gladiateur, il est à l'origine du soulèvement des esclaves.
Le scénariste Paul Dehn fait un parallèle évident entre les singes de 1991 et les afro-américains de 1791. Tous deux ont été expédiés d’Afrique contre leur volonté, vendus aux enchères, maltraités par leurs maîtres et n'ont aucun droit. C'est sans doute pour appuyer ce parallèle que le personnage qui aide César est MacDonald, l'afro-américain et bras droit du gouverneur. Dans le film, MacDonald est une sorte d'incarnation de Martin Luther King. Cependant, si le film montre un héros menant une révolution de singes esclaves, il veut avant tout faire réfléchir le public sur les événements violents qui secouent la société américaine. Il joue sur la peur latente que les descendants d'esclaves s'unissent et se soulèvent contre les oppresseurs blancs,. Il montre aussi la tragédie de l'incapacité humaine à réagir, avant qu'il ne soit trop tard pour éviter les guerres ethniques ou même la destruction de son monde. Le discours final de César relie clairement le racisme à la guerre.
La Conquête de la planète des singes est mis en chantier alors que commence la « blaxploitation », un courant culturel qui revalorise l'image des Afro-Américains au cinéma. Le film reflète ce courant, notamment à travers les seuls personnages humains positifs : Armando, un latino-américain, et McDonald, un afro-américain. Les producteurs encouragent d'ailleurs l'idée de cibler le public noir : Jonas Rosenfield, le haut responsable du marketing de la Fox, écrit dans une note du 25 mai 1972 que « le public noir devrait être une cible prioritaire de Conquête et nous nous assurerons que nos projections préalables incluent des cinémas de quartiers noirs. » Et en effet, lors de sa projection à Inglewood, le public noir applaudit le film.

## Exploitation

### Éditions en vidéo
Le film sort aux États-Unis d'abord en bobine Super 8 dans les années1970, puis en VHS seule ou en coffret intégral avec les autres films de la série dans les années1980. Il sort ensuite en LaserDisc au début des années1990 et en DVD en 2000. En 2008, la Fox commercialise pour la première fois la version originale du montage avec les scènes de violence coupées au montage dans un coffret Blu-Ray de la saga,,.
Le film est compris dans plusieurs intégrales, notamment en octobre 2001 dans le coffret avec les quatre films de 1968 à 1973, en avril 2006 dans un coffret Tête de singe avec les films de 1968 à 2001 et la série télévisée de 1974, en octobre 2010 dans le coffret avec les quatre films de 1968 à 1973, en août 2011 dans le coffret avec les quatre films de 1968 à 1973, en décembre 2011 dans un coffret de sept films avec les cinq films de 1968 à 2001 et La Planète des Singes : Les Origines, en novembre 2014 dans un coffret Tête de César avec les sept autres films et en octobre 2016 dans le coffret L'Héritage avec les quatre films de 1968 à 1973.

### Produits dérivés
Dès l'hiver 1968, pour faire suite à la sortie du premier film, des poupées, des jeux de cartes, des masques et des figurines de singes sont commercialisés. En 1972, pour accompagner la sortie du quatrième film, les producteurs sortent en librairie l'adaptation en roman du film par John Jakes. Quelques années plus tard, de février à juin 1976, Marvel Comics adapte La Conquête de la planète des singes en bande dessinée dans les numéros 17 à 21 de son magazine Planet of the Apes. L'adaptation est réalisée par le scénariste Doug Moench et par plusieurs dessinateurs.

## Postérité
La Conquête de la planète des singes traite du même sujet que La Planète des singes : Les Origines (2011), le premier volet de la seconde série de films de la saga. Lors de la présentation de leur histoire aux dirigeants de la Fox, les scénaristes de ce film la présentent d'ailleurs comme étant une nouvelle vision du parcours du chimpanzé César,. Les critiques voient également la similitude entre les deux œuvres. Ils comprennent ce nouveau film comme une « refonte », une « reprise » ou un « redémarrage »,. Il s'agit en fait d'une mise à jour de l'histoire et des thèmes pour la société du début du XXIe siècle.